# Fenolok

A fenol, a legegyszerűbb fenol szerkezete.

A fenolok a szerves vegyületek egy csoportját alkotják. Olyan hidroxilcsoportot (vagy hidroxilcsoportokat) tartalmazó aromás vegyületek, amelyekben a hidroxilcsoportok közvetlenül az aromás gyűrűhöz kapcsolódnak. A csoport neve a legegyszerűbb ide tartozó vegyület nevéből, a fenoléból ered. A fenolok szerkezetüket tekintve a tercier (harmadrendű) alkoholokra emlékeztetnek, a kémiai tulajdonságaik viszont eltérnek az alkoholok tulajdonságaitól. Fontos különbség például, hogy a fenolok kifejezetten savjellegű vegyületek. Az aromás gyűrűhöz kapcsolódó hidroxilcsoportok száma alapján egyértékű, kétértékű és többértékű fenolokat különböztetnek meg.

## Fizikai tulajdonságaik
A fenolok általában színtelen, kristályos vegyületek, de lehetnek folyékony halmazállapotúak is. Forráspontjuk magas. Jellegzetes, átható szagú vegyületek. A legtöbb fenol alkoholban és éterben jól oldódik. Néhány monociklusos (egy gyűrűt tartalmazó) fenol vízben is jól oldható. Vízoldhatóságuk általában a hidroxilcsoportok számával növekszik.

## Kémiai tulajdonságaik

### Savas jelleg
A fenolok kifejezetten savjellegű vegyületek, sokkal könnyebben disszociálnak vizes oldatban, mint az alkoholok.
{\displaystyle \mathrm {Ar{-}O{-}H+H_{2}O\rightleftharpoons Ar{-}O^{-}+H_{3}O^{+}} }
Erős bázisokkal (például nátrium-hidroxid) sókat képeznek. A fenolok sóit fenolátoknak nevezik.
{\displaystyle \mathrm {Ar{-}OH+NaOH\rightleftharpoons Ar{-}ONa+H_{2}O} }
A fenolok azonban gyenge savak, a sóik vizes oldatban könnyen hidrolizálnak. Általában gyengébb savak, mint a szénsav, ezért nem képeznek sókat az alkálifémek karbonátjaival, sőt a szénsav az alkáli-fenolátokból felszabadítja a fenolt.
{\displaystyle \mathrm {Ar{-}ONa+H_{2}O+CO_{2}\rightarrow Ar{-}OH+NaHCO_{3}} }
A benzolgyűrűhöz kapcsolódó halogéneket vagy nitrocsoportokat (–NO2) tartalmazó fenolok általában lényegesen erősebb savak. Például a pikrinsav (trinitro-fenol) már az ásványi savakhoz hasonló erősségű sav.

### Fenoléterek, fenolészterek
A fenolok az alkoholokhoz hasonlóan az alkoholokkal étereket, a karbonsavakkal észtereket képeznek.
A fenolok hidroxilcsoportja viszonylag könnyen éteresíthető. Például metil-éterré alakíthatóak dimetil-szulfáttal vagy diazometánnal. A fenoléterek tulajdonságai az alifás éterek tulajdonságaira emlékeztetnek. Stabil vegyületek, éterkötésük csak erélyes behatásra bomlik el. Számos, a növényvilágban elterjedt vegyület tartozik a fenoléterek közé. Különösen a metoxicsoportot tartalmazók a jelentősek.
A fenolészterek közvetlen észteresítéssel nem nyerhetőek, viszont acilezőszerekkel (például savkloridokkal) előállíthatók.

## Élettani hatásuk
A fenolok általában mérgező hatású vegyületek. Sejtmérgek, a fehérjéket kicsapják. E tulajdonságuk miatt baktériumölő és gombaölő szerként alkalmaznak bizonyos fenolokat.

## Előfordulásuk
A fenolok megtalálhatóak a kőszénkátrányban és más kátrányféleségekben. A növényvilágban is igen elterjedtek. Például számos illóolajban találhatók fenolok és fenoléterek. A növényekben nagy mennyiségben előforduló lignin lebontásakor is keletkeznek fenol típusú vegyületek. Fenolos hidroxilcsoportokat tartalmaznak a katechinek és egyes növényi pigmentek (flavonoidok, antociánok) is.

## Előállításuk
Fenolos hidroxilcsoportokat tartalmazó vegyületek állíthatók elő az aromás szulfonsavak alkáliömlesztésével. Ezzel a módszerrel egy- és többértékű fenolok is előállíthatók.
{\displaystyle \mathrm {Ar{-}SO_{2}ONa+NaOH{\xrightarrow {-Na_{2}SO_{3}}}Ar{-}ONa\rightarrow ArOH} }
Az aril-halogenidek (halogéntartalmú aromás vegyületek, amelyekben az aromás gyűrűhöz halogén kapcsolódik) lúgos hidrolízissel fenolokká alakíthatók. Ekkor a halogén hidroxilcsoportra cserélődik. (X Cl, Br vagy I lehet)
{\displaystyle \mathrm {Ar{-}X+KOH\rightarrow ArOH+KX} }

## Felhasználásuk
Fertőtlenítő hatásuk miatt gyógyszerek készítésére, emellett festékek és robbanószerek gyártására használják a fenolokat.

## Néhány fenol
|            |                   |             |             |
| Fenol      | o-Krezol          | m-Krezol    | p-Krezol    |
|            |                   |             |             |
| Pikrinsav  | Pirokatechin      | Rezorcin    | Hidrokinon  |
|            |                   |             |             |
| Pirogallol | Hidroxihidrokinon | Floroglucin | Floroglucin |